# 국가 코드
국가 코드는 알파벳이나 숫자로 된 지역 코드로, 데이터 처리와 통신을 목적으로 나라와 속령을 나타내기 위해 개발되었다. 국가 코드는 국가 및 종속 지역에 대한 짧은 영숫자 식별 코드이다. 주요 용도는 데이터 처리 및 통신이다. 여러 식별 시스템이 개발되었다.
국가 코드라는 용어는 ISO 3166-1 알파-2와 ITU(International Telecommunication Union)의 E.164 권장 사항에 구현된 전화 국가 코드를 참조하는 경우가 많다.

## ISO 3166-1
이 표준은 전 세계 나라와 속령 대부분을 정의하고 있다.
- 두 문자 ISO 3166-1 alpha-2
- 세 문자 ISO 3166-1 alpha-3
- 세 숫자 ISO 3166-1 numeric

두 문자 코드는 다음과 같이 응용하기도 한다.
- ISO 4217 통화 코드
- 인터넷 최상위 도메인 이름 (ccTLD)의 국가 코드

더 많은 응용을 보려면 ISO 3166-1 alpha-2을 참조하라.

## ITU 국가 코드
전기통신에서 국가 코드 또는 국제 가입자 다이얼링(ISD) 코드는 국제 직접 다이얼링(IDD) 및 발신자의 국가가 아닌 다른 국가로 전화 통화의 목적지 라우팅에 사용되는 전화번호 접두어이다. 전화 자치 행정권을 갖고 있는 국가나 지역이 국제 공중전화망(PSTN)에 참여하려면 국제전기통신연합(ITU) 가입을 신청해야 한다. 카운티 코드는 ITU의 ITU-T 섹션 표준 E.123 및 E.164에 의해 정의된다.
국가 코드는 국제 전화 번호 체계를 구성하며 다른 국가의 전화 번호로 전화할 때만 다이얼된다. 국내 전화번호보다 먼저 전화가 걸린다. 국제 전화를 걸려면 국제 전화 국번인 국제 회선에 통화를 연결하기 위해 국가 코드 앞에 전화를 걸려면 최소한 하나 이상의 추가 국번이 필요하다. 전화번호를 인쇄할 때 ITU의 권장 사항 E164에 따라 전체 국제 전화번호 앞에 더하기 기호(+)가 표시된다.

## 같이 보기
- 국가 코드 목록
- ISO 3166-1
- 언어 코드
- 최상위 도메인
- 국가 코드 최상위 도메인
- en:Comparison of IOC, FIFA, and ISO 3166 country codes